# Gary Humphries

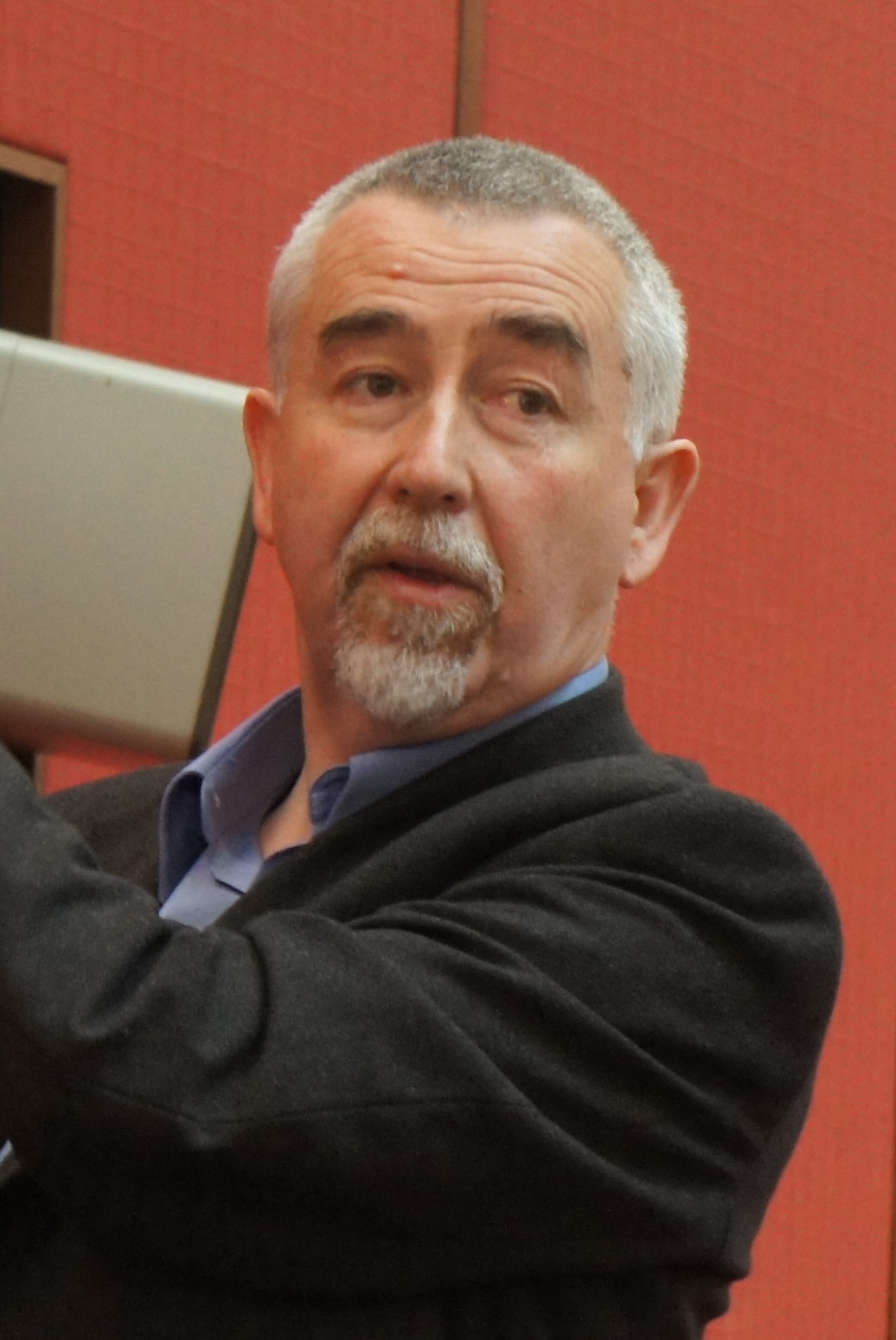
Gary Humphries, 2010

Gary John Joseph Humphries (* 6. Juli 1958 in Sydney, New South Wales) ist ein australischer Politiker und vertrat von 2003 bis 2013 das Australian Capital Territory als Senator im australischen Senat.
Humphries wurde 1958 in Sydney geboren. Er studierte an der Australian National University in Canberra. 
Nachdem Humphries 1989 erstmals für die Liberal Party of Australia in die Australian Capital Territory Legislative Assembly gewählt worden war, hatte er dort mehrere Ministerposten inne, unter anderem war er von 1999 bis 2001 Finanzminister des Territoriums. 2000 folgte er Kate Carnell in das Amt des Chief Ministers nach, zuvor war er schon 1997 zum Deputy Chief Minister ernannt worden. 2001 wurde Humphries infolge der Wahlniederlage seiner Partei von Jon Stanhope als Chief Minister abgelöst. Am 24. Januar 2003 legte er sein Mandat für die Legislative Assembly nieder, um die zurückgetretene Senatorin Margaret Reid im australischen Senat zu ersetzen. Am 18. Februar wurde er schließlich von der Legislative Assembly dazu bestimmt, das Territorium im Senat zu vertreten. Bei den Senatswahlen 2004 wurde Humphries im Amt bestätigt. Am 6. September 2013 schied er aus dem Senat aus.